# Вивільга оливкова
Вивільга оливкова (Oriolus sagittatus) — вид співочих птахів родини вивільгових (Oriolidae).

## Поширення
Птах досить поширений в Австралії, зустрічається в Західній та Південній Австралії та у штаті Вікторія. Птах не є вибагливим: селиться у сухих евкаліптових лісах, у буші, у деградованих лісах та районах видозмінених людиною. Тяжіє до аридних та субаридних регіонів, але уникає пустель.